# Paul Eisenkopf
Paul Eisenkopf SAC (* 9. Februar 1939 in Limburg an der Lahn; † 7. Juli 2003) war ein deutscher römisch-katholischer Theologe und Ordensmann.

## Leben
Nach der Promotion 1973 bei Heinrich Fries wurde er 1973 Dozent an der PTH Vallendar und 1978 Professor für Fundamentaltheologie und für ökumenische Theologie. Er setzte sich sehr für Begegnung und Versöhnung zwischen Juden und Christen ein.
Die Christlich-Jüdische Gesellschaft für Brüderlichkeit e.V. Koblenz verleiht im Andenken an Paul Eisenkopf alle zwei Jahre den Paul-Eisenkopf-Preis.

## Werke (Auswahl)
- Leibniz und die Einigung der Christenheit. Überlegungen zur Reunion der evangelischen und katholischen Kirche (= Beiträge zur ökumenischen Theologie. Band 11). Schöningh, München 1975, ISBN 3-506-70761-2 (zugleich Dissertation, München 1973).
- Lebensraum Kirche. Impulse zur Erneuerung (= Glaube, Wissen, Wirken. Band 11). Lahn-Verlag, Limburg 1987, ISBN 3-7840-2012-7.
- mit Hugo Schmitt (Hrsg.): Lebendiger Glaube teilt sich mit. Krisen und Chancen der Glaubensvermittlung heute (= Glaube, Wissen, Wirken. Band 12). Lahn-Verlag, Limburg 1989, ISBN 3-7840-2013-5.